# Johannes Carsten Hauch
Johannes Carsten Hauch (Halden, 12 maggio 1790 – Roma, 4 marzo 1872) è stato un poeta danese.
Studente di scienze naturali, passò lunghi periodi in Italia, per poi succedere a Oehlenschlager all'Università di Copenaghen.
Quest'ultimo fu suo maestro e mentore: tutte le poesie, i drammi e i romanzi di Hauch si riconoscono nello stile del maestro.
Riposa al Cimitero acattolico di Roma.

## Opere
- Lyriske Digte (1842)
- Lyriske Digte. Anden forøgede udgave (1854)
- Lyriske Digte og Romancer (1861)
- Nye Digtninger (1869)